# Селективное травление
Селективное травление (или избирательное травление) — термин, применяющийся для обозначения травления преимущественно одного материала по сравнению с другим, который обладает гораздо меньшей скоростью травления.
Иногда применяется при изготовлении гибридных интегральных микросхем: вместо того, чтобы напылять и делать фотолитографию в каждом цикле, напыляют сразу несколько слоёв и делают фотолитографию поочерёдно в каждом слое, что уменьшает количество хим. обработок, время на напыление (откачка установки напыления обычно занимает около 2-2,5 часов) и стоимость изделия.  Применяется в полупроводниковой технологии см. например, реактивное ионное травление.
При использовании жидкостных травителей (например, плавиковая кислота) можно выделить пару полупроводниковых соединений GaAs/AlAs. HF обладает огромной селективностью — порядка 107 (удаляет преимущественно AlAs).